# 찰스 앨저넌 파슨스

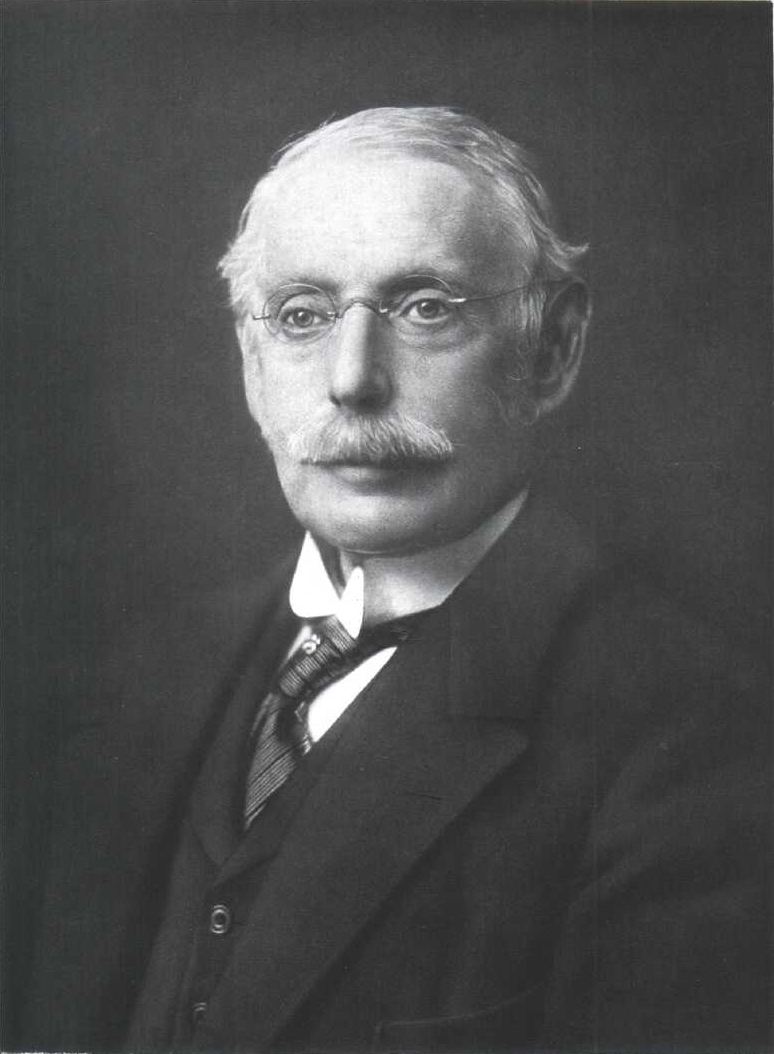
찰스 앨저넌 파슨스

찰스 앨저넌 파슨스 경(Sir Charles Algernon Parsons, OM, KCB, FRS, 1854년 6월 13일~1931년 2월 11일)은 영국의 기계 기술자이자 발명가이다.
케임브리지 대학교를 졸업하고, 1883년 증기 터빈을 발명하여 그 개량에 힘썼다. 그는 물의 흐름과 증기의 흐름이 비슷한 점에 착안하여, 물 대신에 증기를 쓸 수 있는 기관을 연구하였다. 즉, 증기의 힘으로 바퀴를 돌리는 증기 터빈은 역시 증기의 힘으로 피스톤을 왕복시키는 증기 기관보다 증기의 낭비가 적어, 적은 양으로도 큰 힘을 낼 수가 있다.
이후 이 증기 터빈은 공장·발전소·기선 등에 널리 이용되었다. 또 그는 1897년 세계 최초로 증기 터빈을 장치한 시속 63km의 속력을 낼 수 있는 터빈 선(船)도 만들었다.

## 서훈
- 1911년 바스 훈장 2등급(KCB, 작위급 훈장)
- 1927년 오더 오브 메리트(Order of Merit, OM)